# Ermite à queue blanche
Threnetes leucurus
Espèce
Statut de conservation UICN

 LC  : Préoccupation mineure
Statut CITES
L'Ermite à queue blanche, Threnetes leucurus, est une espèce de colibris de la sous-famille des Phaethornithinae.

## Distribution
L'ermite à queue blanche est présent en Guyane, au Suriname, au Guyana, au Venezuela, en Colombie, en Équateur, au Pérou, en Bolivie et au Brésil.

Carte de répartition de l'espèce